# まんをじして
「まんをじして」は、2002年10月23日に発売された奥田民生の15枚目のシングル。

## 解説
- アルバム『E』からのリカットシングル。
- フジテレビ系ドラマ『HR』主題歌に使用されたため、急遽シングルカットが決まった。ちなみにドラマ主題歌は1998年の「さすらい」以来の2度目である。

## 収録曲
1. まんをじして (3:32)
（作詞・作曲・編曲：奥田民生）
フジテレビ系ドラマ『HR』主題歌
2. スモーキン・ブギ (Live) (3:02)
（作詞:新井武士 作曲：宇崎竜童 編曲：奥田民生）
ダウン・タウン・ブギウギ・バンドのカバー。
3. マシマロ（ック）(Live) (2:52)
（作詞・作曲・編曲：奥田民生）
自身の楽曲「マシマロ」をライブ用にアレンジ。

## 収録アルバム
- E (#1)
- 記念ライダー1号〜奥田民生シングルコレクション〜 (#1)
- BETTER SONGS OF THE YEARS (#2,3)